# Claude Massé
Claude Massé (Ceret, Vallespir, 21 de març de 1934 - Perpinyà, 31 de gener de 2017) és un artista nord-català i promotor de l'art brut de Jean Dubuffet.
Va viure a Barcelona en 1950 i a París en 1953, on va treballar per a una agència de premsa i s'interessa per l'Art Autre. El 1963 comença a treballar a la Mediateca de Perpinyà i al Museu d'Art Jacint Rigau. De 1967 a 1972 va dirigir el Museu d'Art Modern de Ceret i en 1974 fou documentalista a l'Escola de Belles Arts de Perpinyà. El seu treball es distingeix per la utilització del suro. Va inventar els patots, escultures de suro, i collages també realitzats amb suro. És fill de l'escriptor Ludovic Massé, de qui n'ha difós l'obra. És enterrat al cementeri de Ceret.

## Publicacions
- Claude Massé (amb il·lustracions de Pierre Sentenac). le Bien vivre. Bribes de souveni, entretiens avec Michelle Serre (en francès), 1996, p. 67. BNF 35815045t.
- Claude Delmas, Toromania, avec des collages de Claude Massé, Edicions El Trabucaire, 2008
- Pierre Manuel; Claude Massé; Claire Viallat-Patonnier. François et Jean Pous (en francès).  Ceysson, 2008, p. 60. ISBN 978-2-916373-14-0. BNF 41305380n.
- Henri Lhéritier (amb inl·lustracions de Claude Massé). Figures et territoires (en francès).  Canet-en-Roussillon: Éditions Trabucaire, 2013. ISBN 978-2-84974-184-9.
- Claude Massé. Claude Massé, l'homme liège, conversations avec Serge Bonnery (en francès).  Canet-en-Roussillon: Éditions Trabucaire, 2016, p. 168. ISBN 978-2-84974-236-5. BNF 450588846.
- Christophe Massé, Claude Massé En liberté (conditionnelle). Les Cent Regards 2010, ISBN 978-2-9536994-3-2